# آرثر بيتس (لاعب كريكت)
آرثر بيتس (26 فبراير 1880 في أستراليا - 4 أغسطس 1948 في أستراليا) (بالإنجليزية: Arthur Betts)‏ هو لاعب كريكت أسترالي. لعب مع فريق تسمانيا للكريكت.

## وصلات خارجية
- آرثر بيتس على موقع إي آس بي آن كريك إنفو (الإنجليزية)